# メルヒオール・ホフマン
ゲオルク・メルヒオール・ホフマン（Georg Melchior Hoffmann, 1679年ごろ - 1715年10月6日）は、ドイツの作曲家。

## 生涯
ホフマンは、ベーレンシュタイン（東エルツ山地）（ドイツ語）に生まれ、ヨハン・クリストフ・シュミットのもとドレスデン宮廷礼拝堂少年合唱団（ドイツ語）として音楽を学んだ。1702年からライプツィヒで法学を学ぶ。1705年に、ゲオルク・フィリップ・テレマンの後継者として、ライプツィヒの新教会のオルガニストと音楽監督となる。ホフマンが長期間イギリスに行っている間は、ヨハン・ゲオルク・ピゼンデルが代理を務めた。1714年には、ハレの聖母教会（ドイツ語）のオルガニスト職が与えられ、ホフマンはこれを引き受けたものの、その職務を行うことはなかった。
1714年9月9日にマルガレータ・エリーザベト・フィリップと結婚し、同年に市民権を得た。長い闘病の後に亡くなり、1715年10月10日にライプツィヒの旧ヨハネ墓地（ドイツ語）に埋葬された。

## 作品
長らくヨハン・ゼバスティアン・バッハの作品と考えられていたが、（恐らく）ホフマンの作品と分かったものが3つある。アルトのアリア『いざ、待ち望みたる時を告げよ』（Schlage doch, gewünschte Stunde）（BWV 53）、テノールのソロカンタータ『わが魂は誉めたたえ』（Meine Seele rühmt und preist）（BWV 189)、そして1707年のマニフィカトイ短調（BWV Anh. 21）（英語）である。一部の作品は、ホフマンの先任者であるテレマンのものとされることもあった。
ホフマンのそのほかの作品には、ミサ・ブレヴィスハ長調、シンフォニアヘ短調、弦楽と通奏低音のための『ラメント』、そしてホルンとオーケストラのための協奏曲が残っている。